# Netelia thomsoni
Netelia thomsoni là một loài tò vò trong họ Ichneumonidae.